# Noviny pod Ralskem
Noviny pod Ralskem là một làng thuộc huyện Česká Lípa, vùng Liberecký, Cộng hòa Séc.